# USL Pro 2013
Navigation
Édition précédente Édition suivante
La USL Pro 2013 est la 3e saison de la USL Pro, le championnat professionnel de soccer d'Amérique du Nord de troisième division. Elle est composée de treize équipes, toutes implantées aux États-Unis à l'exception du Barracuda d'Antigua situé à Antigua-et-Barbuda.

## Contexte
La saison 2013 voit l'arrivée de deux nouvelles franchises, faisant grimper le nombre d'équipes présentes à treize. Tout d'abord, le VSI Tampa Bay devient la deuxième franchise professionnelle dans la région de Tampa derrière les Rowdies de Tampa Bay qui évoluent en North American Soccer League. De l'autre côté, le Phoenix FC vient réduire l'isolement des Blues de Los Angeles en s'installant en Arizona.
Fait marquant de cette saison, le Barracuda d'Antigua dispute toutes ses rencontres à l'extérieur après avoir rencontré des difficultés pour obtenir un stade de manière permanente. Cette situation unique qui fait de la franchise une équipe de voyage se traduit par une saison désastreuse sur le plan sportif puisque la formation insulaire s'incline à chaque de ses vingt-six rencontres, un record qui provoquera l'arrêt des activités de la franchise à l'issue de la saison, le 6 janvier 2014,.
Sur les terrains, les Kickers de Richmond terminent à la première place de juste devant le Orlando City SC. Les Eagles de Charlotte mettent fin au parcours des Kickers en demi-finale et se dirigent en finale du championnat. De son côté, Orlando impressionne avec huit buts en deux rencontres avant d'atteindre la finale. L'ultime rencontre de la saison voit le sacre de la franchise floridienne sur une marque inhabituelle de 7-4. Dom Dwyer, alors prêté par le Sporting de Kansas City de la MLS, qui avait inscrit quinze buts en seulement trois mois durant la saison régulière, s'offre un quadruplé dans cette finale historique, la seconde remportée par Orlando.

## Les treize franchises participantes

### Carte
| Charleston Richmond Charlotte Orlando Dayton Wilmington Islanders Pittsburgh Rochester Blues Phoenix Tampa Bay |

| Antigua |

### Entraîneurs et capitaines
| Équipe                       | Entraîneur        | Capitaine        | Franchise MLS partenaire             |
| ---------------------------- | ----------------- | ---------------- | ------------------------------------ |
| Barracuda d'Antigua          | Adrian Whitbread  | George Dublin    |                                      |
| Battery de Charleston        | Michael Anhaeuser | Colin Falvey     |                                      |
| Eagles de Charlotte          | Mark Steffens     | Eric Reed        |                                      |
| Dutch Lions de Dayton        | Patrick Bal       | Joel DeLass      |                                      |
| City Islanders de Harrisburg | Bill Becher       | Jason Pelletier  | Union de Philadelphie                |
| Blues de Los Angeles         | Jesus Rico-Sanz   | Allan Russell    |                                      |
| Orlando City SC              | Adrian Heath      | Miguel Gallardo  | Sporting de Kansas City              |
| Riverhounds de Pittsburgh    | Justin Evans      | Rich Costanzo    |                                      |
| Phoenix FC                   | David Robertson   | Andrew Weber     |                                      |
| Kickers de Richmond          | Leigh Cowlishaw   | Michael Callahan | D.C. United                          |
| Rhinos de Rochester          | Pat Ercoli        | Troy Roberts     | Revolution de la Nouvelle-Angleterre |
| VSI Tampa Bay FC             | Joel Harrison     | Kyle Hoffer      |                                      |
| Hammerheads de Wilmington    | David Irving      | Tom Parratt      |                                      |

## Format de la compétition

### Saison régulière
Toutes les équipes disputent vingt-six rencontres. Vingt-quatre contre les autres équipes de la ligue sur un format aller-retour. Deux autres rencontres sont prévues contre des équipes réserves de franchises de Major League Soccer qui ne sont pas affiliées à des équipes de USL Pro. Quatre franchises de MLS ont décidé de s'affilier avec des équipes de USL Pro : le Sporting de Kansas City avec Orlando City, le Revolution de la Nouvelle-Angleterre avec les Rhinos de Rochester, D.C. United avec les Kickers de Richmond et le Union de Philadelphie avec les Harrisburg City Islanders. Dans le cadre de ce partenariat, les franchises de MLS s'engagent à prêter au moins quatre joueurs à leur équipe affiliée en USL Pro.
Pour les deux rencontres que chaque équipe de USL Pro doit jouer avec une équipe réserve de MLS, voici les jumelages :
- Le Barracuda d'Antigua avec le FC Dallas et les Earthquakes de San José ;
- Le Battery de Charleston avec le Dynamo de Houston ;
- Les Eagles de Charlotte avec le Fire de Chicago ;
- Les Dutch Lions de Dayton avec le Crew de Columbus ;
- Les Harrisburg City Islanders avec les Rapids du Colorado ;
- Les Blues de Los Angeles avec le Galaxy de Los Angeles ;
- Le Orlando City SC avec les Sounders de Seattle ;
- Les Riverhounds de Pittsburgh avec le Toronto FC ;
- Le Phoenix FC avec le Real Salt Lake ;
- Les Kickers de Richmond avec les Whitecaps de Vancouver ;
- Les Rhinos de Rochester avec l'Impact de Montréal ;
- Le VSI Tampa Bay FC avec les Timbers de Portland
- Les Hammerheads de Wilmington avec les Red Bulls de New York.

Hormis le Barracuda d'Antigua qui joue toutes ses rencontres à l'extérieur, un format aller-retour est utilisé lors de ces affrontements.
En cas d'égalité, les critères suivants départagent les équipes :
1. Résultats en face à face
2. Nombre de victoires
3. Différence de buts générale
4. Nombre de buts marqués
5. Classement du fair-play
6. Nombre de buts marqués à l'extérieur
7. Différence de buts à l'extérieur
8. Nombre de buts marqués à domicile
9. Différence de buts à domicile
10. Tirage à la pièce

### Séries éliminatoires
Les huit meilleures équipes sont qualifiées pour les séries. À chaque tour, c'est l'équipe la mieux classée en saison régulière qui accueille son adversaire.

## Saison régulière

### Classement
| Rang | Équipe                       | Pts | J  | G  | N  | P  | Bp | Bc | Diff |
| ---- | ---------------------------- | --- | -- | -- | -- | -- | -- | -- | ---- |
| 1    | Kickers de Richmond          | 55  | 26 | 15 | 10 | 1  | 51 | 24 | +27  |
| 2    | Orlando City SC              | 54  | 26 | 16 | 6  | 4  | 54 | 26 | +28  |
| 3    | Battery de Charleston T      | 45  | 26 | 13 | 6  | 7  | 48 | 29 | +19  |
| 4    | City Islanders de Harrisburg | 44  | 26 | 14 | 2  | 10 | 55 | 39 | +16  |
| 5    | Eagles de Charlotte          | 41  | 26 | 10 | 11 | 5  | 44 | 39 | +5   |
| 6    | Blues de Los Angeles         | 40  | 26 | 11 | 7  | 8  | 52 | 37 | +15  |
| 7    | Riverhounds de Pittsburgh    | 38  | 26 | 10 | 8  | 8  | 36 | 33 | +3   |
| 8    | Dutch Lions de Dayton        | 37  | 26 | 10 | 7  | 9  | 43 | 46 | -3   |
| 9    | Hammerheads de Wilmington -1 | 36  | 26 | 11 | 4  | 11 | 35 | 39 | -4   |
| 10   | VSI Tampa Bay FC N           | 32  | 26 | 9  | 5  | 12 | 41 | 39 | +2   |
| 11   | Rhinos de Rochester          | 28  | 26 | 6  | 10 | 10 | 25 | 39 | -14  |
| 12   | Phoenix FC N                 | 22  | 26 | 5  | 7  | 14 | 28 | 41 | -13  |
| 13   | Barracuda d'Antigua          | 0   | 26 | 0  | 0  | 26 | 11 | 91 | -80  |

Qualification en séries éliminatoires
- Champion de la saison régulière et qualification pour les séries éliminatoires
- Franchise qualifiée pour les séries éliminatoires

Abréviations
- T : Tenant du titre
- N : Nouvelle franchise en 2013

### Résultats
| Barracuda d'Antigua       | CHE | WIL | CHB | TAM | ORL | HAR | RIC | PIT | DDL | TAM | ORL | RIC | HAR | ROC | PIT | LAB | PHX | PHX | LAB | SJE | DAL | DDL | ROC | CHE | CHB | WIL |
| Barracuda d'Antigua       | 0–2 | 0–2 | 0–4 | 1–3 | 2–7 | 0–4 | 1–4 | 0–2 | 1–3 | 0–8 | 0–2 | 0–4 | 1–3 | 1–2 | 1–4 | 0–6 | 0–1 | 0–1 | 0–4 | 0–6 | 1–3 | 1–3 | 0–1 | 0–5 | 0–3 | 1–4 |
| Battery de Charleston     | RIC | ANT | PIT | HAR | DDL | WIL | CHE | HOU | ROC | HAR | CHE | HOU | PIT | ROC | TAM | ORL | ORL | TAM | DDL | PHX | LAB | WIL | RIC | LAB | PHX | ANT |
| Battery de Charleston     | 1–4 | 4–0 | 2–0 | 2–1 | 1–0 | 4–2 | 0–1 | 1–0 | 0–0 | 1–2 | 2–2 | 4–1 | 1–1 | 1–1 | 0–0 | 1–1 | 1–2 | 2–4 | 1–0 | 5–1 | 3–0 | 1–2 | 5–2 | 1–2 | 1–0 | 3–0 |
| Eagles de Charlotte       | ANT | ROC | ORL | PIT | RIC | CHB | PHX | LAB | HAR | CHB | CHI | TAM | WIL | DDL | CHI | PIT | ROC | WIL | DDL | LAB | PHX | RIC | HAR | ANT | TAM | ORL |
| Eagles de Charlotte       | 2–0 | 0–0 | 1–1 | 2–0 | 3–3 | 1–0 | 2–2 | 3–4 | 0–4 | 2–2 | 2–1 | 1–0 | 0–0 | 2–2 | 2–1 | 3–2 | 2–2 | 3–2 | 0–0 | 3–3 | 0–4 | 0–1 | 2–1 | 5–0 | 3–3 | 0–1 |
| Dutch Lions de Dayton     | PIT | TAM | ORL | CHB | PHX | PIT | ANT | LAB | COC | TAM | PHX | LAB | CHE | ROC | RIC | COC | ORL | CHB | CHE | HAR | ANT | ROC | WIL | WIL | RIC | HAR |
| Dutch Lions de Dayton     | 2–1 | 1–0 | 0–4 | 0–1 | 4–3 | 2–2 | 3–1 | 0–0 | 4–4 | 2–1 | 0–0 | 1–0 | 2–2 | 3–1 | 2–3 | 1–3 | 3–3 | 0–1 | 0–0 | 1–5 | 3–1 | 3–1 | 0–1 | 1–2 | 2–5 | 3–1 |
| Harrisburg City Islanders | PIT | COR | ROC | CHB | ROC | ANT | ORL | RIC | CHB | CHE | WIL | COR | ANT | PIT | PHX | WIL | LAB | RIC | TAM | ORL | DDL | PHX | LAB | CHE | TAM | DDL |
| Harrisburg City Islanders | 2–1 | 2–1 | 5–1 | 1–2 | 1–0 | 4–0 | 2–2 | 0–2 | 2–1 | 4–0 | 2–0 | 1–3 | 3–1 | 3–4 | 2–1 | 1–2 | 2–4 | 0–1 | 2–0 | 1–3 | 5–1 | 3–1 | 2–2 | 1–2 | 3–1 | 1–3 |
| Blues de Los Angeles      | PHX | TAM | ORL | PHX | ORL | TAM | WIL | PIT | LAG | RIC | WIL | CHE | ROC | DDL | LAG | DDL | ANT | PIT | HAR | ANT | RIC | CHE | CHB | HAR | CHB | ROC |
| Blues de Los Angeles      | 2–0 | 0–1 | 1–0 | 3–1 | 2–3 | 2–3 | 4–0 | 0–0 | 3–4 | 1–1 | 1–2 | 4–3 | 2–2 | 0–0 | 1–1 | 0–1 | 6–0 | 2–1 | 4–2 | 4–0 | 1–2 | 3–3 | 0–3 | 2–2 | 2–1 | 2–1 |
| Orlando City              | PHX | LAB | ROC | LAB | CHE | DDL | ANT | SEA | HAR | ROC | WIL | PHX | ANT | RIC | WIL | CHB | CHB | DDL | PIT | HAR | PIT | TAM | TAM | SEA | RIC | CHE |
| Orlando City              | 3–1 | 0–1 | 3–1 | 3–2 | 1–1 | 4–0 | 7–2 | 2–0 | 2–2 | 1–0 | 4–1 | 2–0 | 2–0 | 0–2 | 2–2 | 1–1 | 2–1 | 3–3 | 0–0 | 3–1 | 0–1 | 3–0 | 3–2 | 2–0 | 0–2 | 1–0 |
| Phoenix FC                | LAB | TAM | ORL | LAB | RSL | WIL | PIT | PIT | DDL | CHE | RIC | WIL | ORL | TAM | RSL | DDL | HAR | ROC | ANT | ANT | RIC | CHB | CHE | HAR | CHB | ROC |
| Phoenix FC                | 0–2 | 1–0 | 1–3 | 1–3 | 0–0 | 3–1 | 1–1 | 1–2 | 3–4 | 2–2 | 0–1 | 1–2 | 0–2 | 0–1 | 0–0 | 0–0 | 1–2 | 0–0 | 1–0 | 1–0 | 2–2 | 1–5 | 4–0 | 1–3 | 0–1 | 3–4 |
| Riverhounds de Pittsburgh | RIC | HAR | DDL | CHE | CHB | PHX | LAB | PHX | DDL | ANT | ROC | TOR | CHB | HAR | ANT | CHE | LAB | ORL | WIL | TOR | TAM | ORL | ROC | TAM | WIL | RIC |
| Riverhounds de Pittsburgh | 0–0 | 1–2 | 1–2 | 0–2 | 0–2 | 1–1 | 0–0 | 2–1 | 2–2 | 2–0 | 3–0 | 1–1 | 1–1 | 4–3 | 4–1 | 2–3 | 1–2 | 0–0 | 2–1 | 1–0 | 2–1 | 1–0 | 0–1 | 3–2 | 1–4 | 1–1 |
| Kickers de Richmond       | PIT | CHB | ROC | WIL | CHE | ANT | LAB | HAR | PHX | WIL | ANT | VAN | ORL | TAM | DDL | ROC | HAR | PHX | LAB | VAN | TAM | CHE | CHB | DDL | ORL | PIT |
| Kickers de Richmond       | 0–0 | 4–1 | 4–1 | 2–0 | 3–3 | 4–1 | 1–1 | 2–0 | 1–0 | 1–1 | 4–0 | 1–1 | 2–0 | 0–0 | 3–2 | 1–1 | 1–0 | 2–2 | 2–1 | 2–1 | 0–0 | 1–0 | 2–5 | 5–2 | 2–0 | 1–1 |
| Rhinos de Rochester       | TAM | ORL | CHE | RIC | HAR | HAR | WIL | ORL | CHB | LAB | PIT | MTL | TAM | CHB | ANT | PHX | DDL | CHE | RIC | WIL | MTL | ANT | DDL | PIT | PHX | LAB |
| Rhinos de Rochester       | 0–3 | 1–3 | 0–0 | 1–4 | 1–5 | 0–1 | 1–0 | 0–1 | 0–0 | 2–2 | 0–3 | 1–1 | 3–0 | 1–1 | 2–1 | 0–0 | 1–3 | 2–2 | 1–1 | 0–0 | 0–0 | 1–0 | 1–3 | 1–0 | 4–3 | 1–2 |
| VSI Tampa Bay FC          | PHX | LAB | POR | ROC | LAB | DDL | ANT | WIL | POR | ANT | PHX | ROC | DDL | CHE | CHB | RIC | CHB | HAR | WIL | RIC | PIT | ORL | ORL | HAR | PIT | CHE |
| VSI Tampa Bay FC          | 0–1 | 1–0 | 1–2 | 3–0 | 3–2 | 0–1 | 3–1 | 1–0 | 4–4 | 8–0 | 1–0 | 0–3 | 1–2 | 0–1 | 0–0 | 0–0 | 4–2 | 0–2 | 2–1 | 0–0 | 1–2 | 0–3 | 2–3 | 1–3 | 2–3 | 3–3 |
| Hammerheads de Wilmington | ANT | LAB | PHX | RIC | ROC | CHB | LAB | ORL | TAM | PHX | HAR | RIC | NYR | CHE | NYR | ORL | HAR | CHE | ROC | PIT | TAM | CHB | DDL | DDL | PIT | ANT |
| Hammerheads de Wilmington | 2–0 | 0–4 | 1–3 | 0–2 | 0–1 | 2–4 | 2–1 | 1–4 | 0–1 | 2–1 | 0–2 | 1–1 | 1–0 | 0–0 | 2–1 | 2–2 | 2–1 | 2–3 | 0–0 | 1–2 | 1–2 | 2–1 | 1–0 | 2–1 | 4–1 | 4–1 |

## Séries éliminatoires

### Règlement
Huit équipes se qualifient pour les séries éliminatoires. Le format des séries est une phase à élimination directe. Pour toutes les rencontres, c'est l'équipe la mieux classée en saison régulière qui accueille son adversaire.
La finale a lieu sur le terrain de la meilleure équipe en phase régulière. Cette finale se déroule en un seul match, avec prolongations et tirs au but pour départager si nécessaire les équipes.

### Tableau
|  | Quarts de finale                | Quarts de finale            | Quarts de finale        | Quarts de finale        |                       |                       | Demi-finales         | Demi-finales         | Demi-finales         | Demi-finales         |  |  | USL Pro Championship 2013 | USL Pro Championship 2013 | USL Pro Championship 2013 | USL Pro Championship 2013 |
|  |                                 |                             |                         |                         |                       |                       |                      |                      |                      |                      |  |  |                           |                           |                           |                           |
|  | 24 août, Citrus Bowl            | 24 août, Citrus Bowl        | 24 août, Citrus Bowl    | 24 août, Citrus Bowl    |                       |                       | 30 août, Citrus Bowl | 30 août, Citrus Bowl | 30 août, Citrus Bowl | 30 août, Citrus Bowl |  |  | 7 septembre, Citrus Bowl  | 7 septembre, Citrus Bowl  | 7 septembre, Citrus Bowl  | 7 septembre, Citrus Bowl  |
|  | 24 août, Citrus Bowl            | 24 août, Citrus Bowl        | 24 août, Citrus Bowl    | 24 août, Citrus Bowl    |                       |                       | 30 août, Citrus Bowl | 30 août, Citrus Bowl | 30 août, Citrus Bowl | 30 août, Citrus Bowl |  |  | 7 septembre, Citrus Bowl  | 7 septembre, Citrus Bowl  | 7 septembre, Citrus Bowl  | 7 septembre, Citrus Bowl  |
|  | 2 Orlando City SC               | 2 Orlando City SC           | 5                       | 5                       |                       |                       | 30 août, Citrus Bowl | 30 août, Citrus Bowl | 30 août, Citrus Bowl | 30 août, Citrus Bowl |  |  | 7 septembre, Citrus Bowl  | 7 septembre, Citrus Bowl  | 7 septembre, Citrus Bowl  | 7 septembre, Citrus Bowl  |
|  | 2 Orlando City SC               | 2 Orlando City SC           | 5                       | 5                       |                       |                       | 30 août, Citrus Bowl | 30 août, Citrus Bowl | 30 août, Citrus Bowl | 30 août, Citrus Bowl |  |  | 7 septembre, Citrus Bowl  | 7 septembre, Citrus Bowl  | 7 septembre, Citrus Bowl  | 7 septembre, Citrus Bowl  |
|  | 7 Riverhounds de Pittsburgh     | 7 Riverhounds de Pittsburgh | 0                       | 0                       |                       |                       | 30 août, Citrus Bowl | 30 août, Citrus Bowl | 30 août, Citrus Bowl | 30 août, Citrus Bowl |  |  | 7 septembre, Citrus Bowl  | 7 septembre, Citrus Bowl  | 7 septembre, Citrus Bowl  | 7 septembre, Citrus Bowl  |
|  | 7 Riverhounds de Pittsburgh     | 7 Riverhounds de Pittsburgh | 0                       | 0                       | 2 Orlando City SC     | 2 Orlando City SC     | 3                    | 3                    |                      |                      |  |  | 7 septembre, Citrus Bowl  | 7 septembre, Citrus Bowl  | 7 septembre, Citrus Bowl  | 7 septembre, Citrus Bowl  |
|  | 24 août, Blackbaud Stadium      |                             |                         |                         | 2 Orlando City SC     | 2 Orlando City SC     | 3                    | 3                    |                      |                      |  |  | 7 septembre, Citrus Bowl  | 7 septembre, Citrus Bowl  | 7 septembre, Citrus Bowl  | 7 septembre, Citrus Bowl  |
|  |                                 |                             | 3 Battery de Charleston | 3 Battery de Charleston | 2                     | 2                     |                      |                      |                      |                      |  |  | 7 septembre, Citrus Bowl  | 7 septembre, Citrus Bowl  | 7 septembre, Citrus Bowl  | 7 septembre, Citrus Bowl  |
|  | 3 Battery de Charleston         | 3 Battery de Charleston     | 3 Battery de Charleston | 3 Battery de Charleston | 2                     | 2                     | 2                    | 2                    |                      |                      |  |  | 7 septembre, Citrus Bowl  | 7 septembre, Citrus Bowl  | 7 septembre, Citrus Bowl  | 7 septembre, Citrus Bowl  |
|  | 3 Battery de Charleston         | 3 Battery de Charleston     | 31 août, City Stadium   |                         |                       |                       | 2                    | 2                    |                      |                      |  |  | 7 septembre, Citrus Bowl  | 7 septembre, Citrus Bowl  | 7 septembre, Citrus Bowl  | 7 septembre, Citrus Bowl  |
|  | 6 Blues de Los Angeles          | 6 Blues de Los Angeles      | 1                       | 1                       |                       |                       |                      |                      |                      |                      |  |  | 7 septembre, Citrus Bowl  | 7 septembre, Citrus Bowl  | 7 septembre, Citrus Bowl  | 7 septembre, Citrus Bowl  |
|  | 6 Blues de Los Angeles          | 6 Blues de Los Angeles      | 1                       | 1                       | 2 Orlando City SC     | 2 Orlando City SC     | 7                    | 7                    |                      |                      |  |  |                           |                           |                           |                           |
|  | 24 août, City Stadium           |                             |                         |                         | 2 Orlando City SC     | 2 Orlando City SC     | 7                    | 7                    |                      |                      |  |  |                           |                           |                           |                           |
|  |                                 |                             | 5 Eagles de Charlotte   | 5 Eagles de Charlotte   | 4                     | 4                     |                      |                      |                      |                      |  |  |                           |                           |                           |                           |
|  | 4 Kickers de Richmond           | 4 Kickers de Richmond       | 5 Eagles de Charlotte   | 5 Eagles de Charlotte   | 4                     | 4                     | 1                    | 1                    |                      |                      |  |  |                           |                           |                           |                           |
|  | 4 Kickers de Richmond           | 4 Kickers de Richmond       |                         |                         |                       |                       |                      |                      |                      |                      |  |  |                           |                           |                           |                           |
|  | 5 Dutch Lions de Dayton         | 5 Dutch Lions de Dayton     | 0                       | 0                       |                       |                       |                      |                      |                      |                      |  |  |                           |                           |                           |                           |
|  | 5 Dutch Lions de Dayton         | 5 Dutch Lions de Dayton     | 0                       | 0                       | 1 Kickers de Richmond | 1 Kickers de Richmond | 1                    | 1                    |                      |                      |  |  |                           |                           |                           |                           |
|  | 24 août, Skyline Sports Complex |                             |                         |                         | 1 Kickers de Richmond | 1 Kickers de Richmond | 1                    | 1                    |                      |                      |  |  |                           |                           |                           |                           |
|  |                                 |                             | 5 Eagles de Charlotte   | 5 Eagles de Charlotte   | 2                     | 2                     |                      |                      |                      |                      |  |  |                           |                           |                           |                           |
|  | 1 Harrisburg City Islanders     | 1 Harrisburg City Islanders | 5 Eagles de Charlotte   | 5 Eagles de Charlotte   | 2                     | 2                     | 1                    | 1                    |                      |                      |  |  |                           |                           |                           |                           |
|  | 1 Harrisburg City Islanders     | 1 Harrisburg City Islanders |                         |                         |                       |                       |                      | 1                    |                      |                      |  |  |                           |                           |                           |                           |
|  | 8 Eagles de Charlotte           | 8 Eagles de Charlotte       | 3                       | 3                       |                       |                       |                      |                      |                      |                      |  |  |                           |                           |                           |                           |
|  | 8 Eagles de Charlotte           | 8 Eagles de Charlotte       | 3                       | 3                       |                       |                       |                      |                      |                      |                      |  |  |                           |                           |                           |                           |
|  |                                 |                             |                         |                         |                       |                       |                      |                      |                      |                      |  |  |                           |                           |                           |                           |

### Résultats

#### Quarts de finale
| 24 août 2013 | Harrisburg City Islanders    | 1 - 3   | Eagles de Charlotte                     | Skyline Sports Complex, Harrisburg            |                                               |
| 14h00 EDT    | Basso 56e, 81e · Mkosana 85e | (0 - 0) | 52e Ramirez · 104e Herrera · 90e Asante | Spectateurs : 1 124 Arbitrage : Eric Weisbrod | Spectateurs : 1 124 Arbitrage : Eric Weisbrod |
| 14h00 EDT    | Rapport                      |         |                                         | Spectateurs : 1 124 Arbitrage : Eric Weisbrod | Spectateurs : 1 124 Arbitrage : Eric Weisbrod |

| 24 août 2013 | Kickers de Richmond | 1 - 0   | Dutch Lions de Dayton | City Stadium, Richmond                         |                                                |
| 19h00 EDT    | Ngwenya 65e         | (1 - 0) |                       | Spectateurs : 4 265 Arbitrage : Charles Carson | Spectateurs : 4 265 Arbitrage : Charles Carson |
| 19h00 EDT    | Rapport             |         |                       | Spectateurs : 4 265 Arbitrage : Charles Carson | Spectateurs : 4 265 Arbitrage : Charles Carson |

| 24 août 2013 | Battery de Charleston | 2 - 1   | Blues de Los Angeles | Blackbaud Stadium, Charleston              |                                            |
| 19h30 EDT    | Kelly 24e · Azira 71e | (1 - 0) | 64e Rokinpour        | Spectateurs : 2 708 Arbitrage : Howard Ash | Spectateurs : 2 708 Arbitrage : Howard Ash |
| 19h30 EDT    | Rapport               |         |                      | Spectateurs : 2 708 Arbitrage : Howard Ash | Spectateurs : 2 708 Arbitrage : Howard Ash |

| 24 août 2013 | Orlando City SC                                        | 5 - 0   | Riverhounds de Pittsburgh | Citrus Bowl, Orlando                         |                                              |
| 19h30 EDT    | Tan 3e 48e · Boufleur 5e · Chin 68e · Pulis 80e (pen.) | (2 - 0) |                           | Spectateurs : 8 486 Arbitrage : Caleb Mendez | Spectateurs : 8 486 Arbitrage : Caleb Mendez |
| 19h30 EDT    | Rapport                                                |         |                           | Spectateurs : 8 486 Arbitrage : Caleb Mendez | Spectateurs : 8 486 Arbitrage : Caleb Mendez |

#### Demi-finales
| 30 août 2013 | Orlando City SC                         | 3 - 2   | Battery de Charleston                | Citrus Bowl, Orlando                               |                                                    |
| 19h30 EDT    | Tan 5e 72e, 74e · Mbengue 6e · Chin 18e | (3 - 1) | 33e Azira · 60e Sanyang · 74e Falvey | Spectateurs : 8 912 Arbitrage : José Carlos Rivero | Spectateurs : 8 912 Arbitrage : José Carlos Rivero |
| 19h30 EDT    | Rapport                                 |         |                                      | Spectateurs : 8 912 Arbitrage : José Carlos Rivero | Spectateurs : 8 912 Arbitrage : José Carlos Rivero |

| 31 août 2013 | Kickers de Richmond | 1 - 2   | Eagles de Charlotte       | City Stadium, Richmond                         |                                                |
| 19h00 EDT    | Callahan 11e        | (1 - 2) | 31e Ramirez · 38e Herrera | Spectateurs : 2 539 Arbitrage : Jorge Gonzalez | Spectateurs : 2 539 Arbitrage : Jorge Gonzalez |
| 19h00 EDT    | Rapport             |         |                           | Spectateurs : 2 539 Arbitrage : Jorge Gonzalez | Spectateurs : 2 539 Arbitrage : Jorge Gonzalez |

#### Championnat USL Pro 2013
| 7 septembre 2013 | Orlando City SC                                                      | 7 - 4 | Eagles de Charlotte                                                  | Citrus Bowl, Orlando                           |                                                |
| 19h30 EDT        | Dom Dwyer 33e 42e 61e (pen.) 69e · Dennis Chin 70e 90e · Mbengue 85e |       | 20e Fejiro Okiomah · 43e 58e Christian Ramirez · 88e Cuitlahuac Meza | Spectateurs : 20 886 Arbitrage : Ismail Elfath | Spectateurs : 20 886 Arbitrage : Ismail Elfath |
| 19h30 EDT        | Rapport                                                              |       |                                                                      | Spectateurs : 20 886 Arbitrage : Ismail Elfath | Spectateurs : 20 886 Arbitrage : Ismail Elfath |

| Vainqueur du USL Pro Championship 2013 Orlando City SC 2e titre |

## Récompenses individuelles
| Trophée                            | Joueur                | Club                                      |
| ---------------------------------- | --------------------- | ----------------------------------------- |
| Meilleur joueur (saison régulière) | José Angulo           | Riverhounds de Pittsburgh                 |
| Meilleur joueur (finale USL)       | Dom Dwyer             | Orlando City SC                           |
| Meilleur buteur                    | Dom Dwyer José Angulo | Orlando City SC Riverhounds de Pittsburgh |
| Meilleure recrue                   | Nate Robinson         | Kickers de Richmond                       |
| Meilleur défenseur                 | Colin Falvey          | Battery de Charleston                     |
| Meilleur gardien                   | Andrew Dysktra        | Kickers de Richmond                       |
| Meilleur entraîneur                | Leigh Cowlishaw       | Kickers de Richmond                       |

## Statistiques individuelles
| Rang | Joueur            | Club                      | Buts |
| ---- | ----------------- | ------------------------- | ---- |
| 1    | Dom Dwyer         | Orlando City SC           | 15   |
| 1    | José Angulo       | Riverhounds de Pittsburgh | 15   |
| 2    | Luckymore Mkosana | Harrisburg City Islanders | 13   |
| 4    | Dane Kelly        | Battery de Charleston     | 11   |
| 4    | Sainey Touray     | Harrisburg City Islanders | 11   |
| 6    | Jorge Herrera     | Eagles de Charlotte       | 10   |
| 6    | Mauricio Salles   | VSI Tampa Bay FC          | 10   |
| 6    | Jamie Watson      | Orlando City SC           | 10   |
| 6    | Matthew Fondy     | Blues de Los Angeles      | 10   |
| 10   | Gibson Bardsley   | Dutch Lions de Dayton     | 9    |
| 10   | Chris Cortez      | Blues de Los Angeles      | 9    |
| 10   | Joseph Ngwenya    | Kickers de Richmond       | 9    |

| Rang | Joueur            | Club                      | Passes |
| ---- | ----------------- | ------------------------- | ------ |
| 1    | Matthew Dallman   | Riverhounds de Pittsburgh | 12     |
| 2    | Rodrigo López     | Blues de Los Angeles      | 11     |
| 3    | Nate Robinson     | Kickers de Richmond       | 9      |
| 4    | Gibson Bardsley   | Dutch Lions de Dayton     | 7      |
| 4    | Jamie Watson      | Orlando City SC           | 7      |
| 6    | Brian Ownby       | Kickers de Richmond       | 6      |
| 6    | Tom Parratt       | Hammerheads de Wilmington | 6      |
| 6    | Sainey Touray     | Harrisburg City Islanders | 6      |
| 6    | Drew Yates        | Eagles de Charlotte       | 6      |
| 10   | Luke Boden        | Orlando City SC           | 5      |
| 10   | Chad Burt         | VSI Tampa Bay FC          | 5      |
| 10   | Sascha Görres     | Kickers de Richmond       | 5      |
| 10   | Christian Ramirez | Eagles de Charlotte       | 5      |
| 10   | Joseph Ngwenya    | Kickers de Richmond       | 5      |